# Thermomagnetische Effekte
Bei Thermomagnetischen Effekten erzeugt ein Wärmestrom in einem Leiter oder Halbleiter, der sich in einem Magnetfeld befindet, eine Potential- oder Temperaturdifferenz.

## Bei transversalem Magnetfeld
Wenn durch eine vorgegebene Temperaturdifferenz ein Wärmestrom in eine Richtung x fließt und senkrecht dazu (Richtung z) ein äußeres Magnetfeld einwirkt, beobachtet man folgende Effekte:
- Nernst-Effekt[2] (auch Erster Ettingshausen-Nernst-Effekt genannt): eine Potentialdifferenz (elektrische Spannung) in Richtung y, also senkrecht zum Wärmestrom und senkrecht zum Magnetfeld.
- Righi-Leduc-Effekt[2] (auch Thermischer Hall-Effekt genannt): eine Temperaturdifferenz in Richtung y, also senkrecht zum Wärmestrom und senkrecht zum Magnetfeld.

Die Ursache liegt in der Wirkung der Lorentzkraft auf die bewegten Ladungsträger (meist Elektronen).

## Bei longitudinalem Magnetfeld
Wenn das äußere Magnetfeld longitudinal (parallel zum Wärmestrom) einwirkt, kommt es zu folgenden Effekten:
- Zweiter Ettingshausen-Nernst-Effekt: eine Potentialdifferenz (elektrische Spannung) in longitudinaler Richtung.
- Maggi-Righi-Leduc-Effekt (auch zweiter Righi-Leduc-Effekt genannt[3]): eine Änderung der thermischen Leitfähigkeit in longitudinaler Richtung, verbunden mit einer Temperaturdifferenz.

Die longitudinalen Effekte sind aus Symmetriegründen nicht von der Richtung des Magnetfelds abhängig und damit quadratisch in der Magnetfeldstärke.

## Verwandte Effekte
Galvanomagnetische Effekte treten auf, wenn ein Magnetfeld auf einen elektrischer Strom einwirkt. In diesem Fall beobachtet man ebenfalls transversale und longitudinale Potential- und Temperaturdifferenzen. Ein prominentes Beispiel ist der Hall-Effekt.
Bei der Thermoelektrizität wird die Erzeugung einer Potentialdifferenz bei einem Wärmestrom und die Erzeugung eines Wärmestroms bei einer Potentialdifferenz betrachtet (ohne Magnetfeld).